# Josef Totušek mladší
Josef Totušek (6. ledna 1836 – 2. března 1899) byl český reformovaný kazatel.

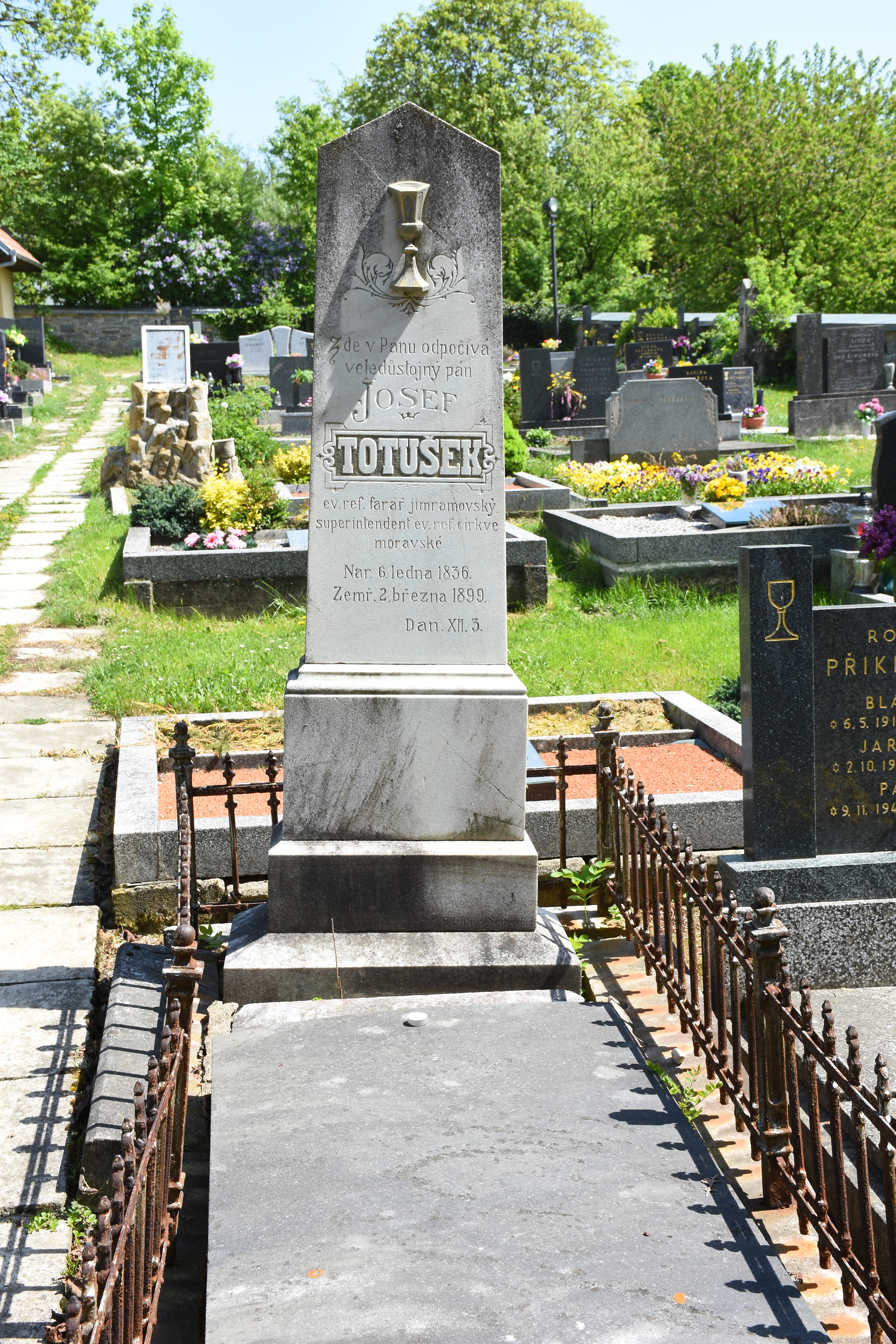
Náhrobek Josefa Totuška v Olešnici

Působil ve sborech v Kloboukách u Brna, ve Veselí a v Jimramově. Byl pátým moravským reformovaným superintendentem.